# Adolphus William Ward
Sir Adolphus William Ward (2 de diciembre de 1837 en Hampstead, Londres - 19 de junio de 1924) fue un historiador e intelectual inglés.

## Vida
Ward nació en Hampstead, Londres, hijo de John Ward. Fue educado en Alemania y en Peterhouse, Cambridge.
En 1866, Ward fue nombrado profesor de historia y literatura inglesa en el Owens College, Manchester donde, posteriormente, fue director desde 1890 hasta 1897, cuando se retiró. Tomó parte activa en la fundación de la Universidad de Victoria, de la cual fue vicedecano desde 1886 hasta 1890 y desde 1894 hasta 1896, y fue fundador de la Escuela de chicas Withington en 1890. Fue miembro de la Sociedad Chetham, miembro del Consejo desde 1884 y presidente desde 1901 hasta 1915. En 1898, pronunció las Ford Lectures en la Universidad de Oxford, y el 29 de octubre de 1900 fue elegido maestro de Peterhouse, Cambridge.
Ward fue presidente de la Royal Historical Society desde 1899 hasta 1901, y fue nombrado caballero en 1913.

## Trabajos
La obra principal de Ward es su estándar History of English Dramatic Literature to the Age of Queen Anne (1875), reeditada después de una revisión exhaustiva en tres volúmenes en 1899. También escribió The House of Austria in the Thirty Years' War (1869), Great Britain and Hanover: Some Aspects of the Personal Union (1899), y The Electress Sophia and the Hanoverian Succession (1903) (2ª ed. 1909).
Ward editó Poemas de George Crabbe (2 volúmenes, 1905–1906) y Obras poéticas de Alexander Pope (1869); escribió los volúmenes sobre Geoffrey Chaucer y Charles Dickens en la serie "English Men of Letters", tradujo History of Greece de Ernst Curtius (5 vols., 1868–1873); con G. W. Prothero y Stanley Mordaunt Leathes editó Cambridge Modern History entre 1901 y 1912, y con A. R. Waller editó Cambridge History of English Literature (1907, etc.).
Los artículos recopilados de Ward fueron publicados en 5 volúmenes por Cambridge University Press en 1921.